# محله بنی‌هاشم

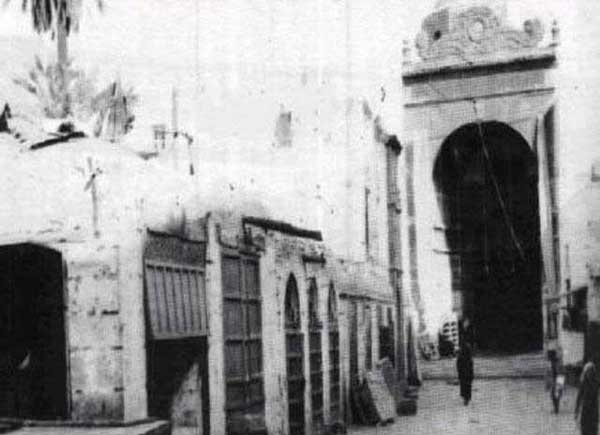
تصویر تاریخی از کوچه بنی هاشم قبل از تخریب آن توسط وهابیون

محله بنی‌هاشم محله‌ای قدیمی در مدینه بود که توسط دولت سعودی تخریب شد. این محله در حد فاصل میان بقیع  و مسجد النبی واقع شده‌بود که مجموعه‌ای از خانه‌ها و بازار و کوچه و یک کتابخانه با عنوان عارف حکمت را شامل می‌شد. در این محله که در میان شیعیان به محله بنی‌هاشم شهره است، منزلی منسوب به امام جعفر صادق (ع) بود. این منزل در کوچه باریکی قرار داشت که به زقاق جعفر شهره شده بود. این منزل در سال ۶۰ تا ۶۳ تخریب شد. تمام این محله پس از تخریب، به عنوان حیاط حرم نبوی سنگ فرش شده است.